# هيرويوكي غوتو
هيرويوكي غوتو (باليابانية: 後藤裕之؛ بالكانا: ごとう ひろゆき) هو مطور ألعاب فيديو ‏ ياباني، ولد في 2 أغسطس 1973 في طوكيو في اليابان.

## وصلات خارجية
- هيرويوكي غوتو على موقع ميوزك برينز (الإنجليزية)